# El Espinal (Kolumbien)
El Espinal ist eine Gemeinde (municipio) im Departamento Tolima in Kolumbien.

## Geographie
El Espinal liegt in der Provinz Ibagué in Tolima, 48 km von Ibagué entfernt, auf einer Höhe von 323 m ü. NN und hat eine Jahresdurchschnittstemperatur von etwa 29 °C. Der Río Magdalena bildet die Ostgrenze und der Río Coello teilweise die Nordgrenze der Gemeinde. Die Gemeinde grenzt im Norden an Coello und Flandes, im Osten an Suárez, im Süden an Guamo und im Westen an San Luis.

## Bevölkerung
Die Gemeinde El Espinal hat 75.828 Einwohner, von denen 58.519 im städtischen Teil (cabecera municipal) leben (Stand: 2019).

## Geschichte
Die Gründung von El Espinal geht zurück auf das Jahr 1754 zunächst als Hacienda Llano Grande. Vier Jahre später wurde eine kleine Siedlung unter dem Namen Upito am Río Coello gegründet, die 1776 zum Sitz des Llano Grande del Espinal wurde. Mit dem Bau einer Kirche 1781 wurde El Espinal an heutiger Stelle zur Kirchengemeinde. Nach der Unabhängigkeit Kolumbiens wurde El Espinal zu einem wichtigen Knotenpunkt auf dem Weg der Eisenbahn von Bogotá nach Neiva und Ibagué.

## Wirtschaft
Die wichtigsten Wirtschaftszweige von El Espinal sind Landwirtschaft, Rinderproduktion, Teichwirtschaft und Bergbau.

## Religion
El Espinal ist der Sitz des Bistums Espinal.

## Söhne und Töchter der Stadt
- Israel Bravo Cortés (* 1971), römisch-katholischer Geistlicher, Bischof von Tibú
- Dayro Moreno (* 1985), Fußballspieler